# Łysek (Biskupiec)
Łysek (deutsch Kahlberg) war ein Ort in der polnischen Woiwodschaft Ermland-Masuren. Seine Ortsstelle gehört zur Gmina Biskupiec (Stadt-und-Land-Gemeinde Bischofsburg) im Powiat Olsztyński (Kreis Allenstein).
Die Ortsstelle von Łysek liegt in der westlichen Mitte der Woiwodschaft Ermland-Masuren, 23 Kilometer südwestlich der früheren Kreisstadt Rößel (polnisch Reszel) bzw. 32 Kilometer nordöstlich der heutigen Kreismetropole und auch Woiwodschaftshauptstadt Olsztyn (deutsch Allenstein).
Der kleine Ort Kahlberg bestand in seinem Ursprung lediglich aus einem großen Hof. Im Jahre 1905 zählte Kahlberg 17 Einwohner. Bis 1945 war der Ort ein Wohnplatz innerhalb der Stadtgemeinde Bischofsburg (polnisch Biskupiec) im ostpreußischen Kreis Rößel.
Im Zusammenhang der Abtretung des gesamten südlichen Ostpreußen an Polen im Jahre 1945 in Kriegsfolge, erhielt Kahlberg die polnische Namensform „Łysek“. Doch schon bald verliert sich seine Spur, da der Ort wohl nicht mehr besiedelt wurde. Łysek gilt heute als untergegangen.
Kirchlich war Kahlberg bis 1945 sowohl evangelischer- als auch römisch-katholischerseits zur Stadt Bischofsburg hin orientiert.
Heute besteht von Biskupiec aus nur noch eine unwegsame Verbindung zu der kaum noch wahrnehmbaren Ortsstelle Łyseks.